# خان أرنبة
مدينة سورية، كانت استراحة على الطريق ما بين دمشق والقنيطرة، تطورت بعد تحريرها عقب حرب تشرين التحريرية واسترجاع أجزاء من الأراضي السورية المحتلة التي احتلتها إسرائيل في حرب حزيران، وهي تشهد الآن نشاطاً اقتصادياً وعمرانياً كبيراً وتزدهر فيها التجارة والزراعة والمشاريع العمرانية والسكنية.
تبعد نحو 15 كم عن مدينة القنيطرة المحررة، وتمتاز بموقع يربطها بمجموعة من القرى ويجعل منها نقطة ارتكاز تجارية ومحطة عبور لخطوط النقل البري للمدن المحيطة.
تعتبر المركز الاقتصادي والتجاري لمحافظة القنيطرة، وكانت قبل عدوان عام 1967 مركز ناحية في محافظة القنيطرة.